# Константинов, Николай Павлович
Никола́й Па́влович Константи́нов (8 [21] ноября 1908 года — 4 августа 1991 года) — советский военачальник, в годы Великой Отечественной войны в звании полковника командовал 20-й танковой Седлецкой Краснознаменной бригадой 11-го танкового корпуса 69-й армии 1-го Белорусского фронта. Герой Советского Союза (6.04.1945), генерал-лейтенант танковых войск (1962).

## Биография
Родился 8 (21) ноября 1908 года в селе Акимовка Екатеринославской губернии (ныне посёлок городского типа Акимовка, Акимовский район, Запорожская область, Украина).
В Красной Армии с декабря 1928 года. Был призван в Мелитополе. Служил красноармейцем в 24-й стрелковой дивизии Украинского военного округа, окончил в ней школу младшего комсостава (1929), дивизионные курсы химических инструкторов (1929), с декабря 1929 года командовал отделением в отдельной роте связи. С октября 1930 по сентябрь 1931 года учился на объединённых курсах подготовки командного состава Украинского военного округа, по их окончании назначен командиром взвода в 7-й отдельный полк связи Приволжского военного округа. 
В апреле 1932 года был переведён в бронетанковые войска и назначен командиром взвода тракторных мастерских в Самаре. С ноября 1932 — командир отдельного танкового батальона в Особой Краснознамённой Дальневосточной армии, с апреля 1933 — командир взвода отдельного стрелково-пулемётного батальона 6-й механизированной бригады, с мая 1934 — командир взвода связи той же бригады в ОКДВА, в декабре 1936 года стал командиром взвода в отдельной разведроте бригады. С марта 1937 года — командир взвода управления — начальник связи отдельного танкового батальона в 51-й стрелковой дивизии Киевского военного округа. С марта 1938 года служил помощником начальника связи, а с апреля по сентябрь 1938 — начальником связи 51-го гаубичного артиллерийского полка в том же округе. Затем был направлен на учёбу, а в мае 1941 года окончил Военную академию механизации и моторизации РККА имени И. В. Сталина. По окончании академии назначен начальником штаба 86-го танкового полка 43-й танковой дивизии (19-й механизированный корпус, 5-я армия, КОВО).

## Великая Отечественная война
В июне 1941 года вступил в Великую Отечественную войну в этой должности на Юго-Западном фронте. Участвовал в танковой битве за Дубно — Луцк — Броды. После того, как лишившаяся почти всех танков дивизия в августе 1941 года была расформирована, назначен начальником штаба 15-го танкового полка в 8-й танковой дивизии на Южном фронте, а в октябре — начальником штаба 22-й танковой бригады 5-й армии Западного фронта. 
В декабре 1941 года майор Н. П. Константинов назначен командиром 20-й танковой бригады (официально был утверждён в должности в мае 1942 года). Под его командованием бригада сражалась весь 1942-й год в составе различных армий Западного фронта, в июне 1943 года включена в состав 11-го танкового корпуса и прошла дальнейший боевой путь на Брянском, Южном, 3-м и 4-м Украинских и 1-м Белорусском фронтах. Во главе бригады участвовал в битве под Москвой, Ржевско-Вяземской наступательной операции 1942 года, в Курской битве, в Донбасской, Мелитопольской, Проскуровско-Черновицкой, Белорусской наступательных операциях и в сражении за Пулавский плацдарм осенью 1944 года. Был дважды тяжело ранен (декабрь 1942, октябрь 1943). 
Командир 20-й танковой бригады 11-го танкового корпуса 69-й армии 1-го Белорусского фронта гвардии полковник Н. П. Константинов особенно отличился в ходе Висло-Одерской наступательной операции. 14 января 1945 года бригада была введена в прорыв  и совершила танковый рейд по тылам немецкой 23-й танковой дивизии. Потеряв 38 танков и штурмовых орудий, большое количество другой техники и многие разгромленные тыловые склады, немецкая дивизия не смогла удерживать оборону и вынуждена была отступать. А танкисты Константинова получили новый приказ — совершить дальний бросок к Одеру, до которого по прямой было свыше 300 километров. Действуя далеко впереди пехотных частей, заправляя технику на захваченных немецких складах, танкисты 3 февраля вышли к Одеру в районе Франкфурта. В эти январские дни ими (или с их участием) были освобождены города Зволень, Радом, Томашув, Лодзь, Жеркув, Сьрем, Гродзиск. Чемпинь. Вольштын, Бабимост (Бомст). Бригадой полковника Коснантинова уничтожено 187 танков и штурмовых орудий, 167 артиллерийских орудий, 38 броонетранспортёров, на аэродромах сожжено 5 самолётов, убито до 8 000 солдат и офицеров. Огромными были и трофеи: 60 исправных и неисправных танков, 80 орудий, 514 автомашин, 16 бронетранспортёров, 8 железнодорожных эшелонов с военными грузами, 17 складов, около 600 пленных. За эту операцию командир бригады представлен к званию Героя Советского Союза.
Указом Президиума Верховного Совета СССР от 6 апреля 1945 года за мужество и героизм, проявленные в борьбе с немецкими захватчиками полковник Константиинов Николай Павлович удостоен звания Героя Советского Союза с вручением ордена Ленина и медали «Золотая Звезда».
Окончил войну в Берлине, отличившись и в Берлинской наступательной операции. За время командования бригадой полковником Константиновым она получила почётное наименование «Седлецкая» и награждена орденами Красного Знамени и Суворова 2-й степени.

## Послевоенная служба
После Победы продолжал службу в Советской Армии. С ноября 1945 по январь 1947 года служил заместителем командира по строевой части 15-й механизированной дивизии. Затем был направлен на учёбу и окончил Высшую военную академию имени К. Е. Ворошилова в 1948 году. С декабря 1948 — командир 23-й танковой дивизии 8-й механизированной армии, с апреля 1954 — начальник штаба 8-й механизированной армии. С октября 1956 года проходил службу в 10-м Главном управлении Генерального штаба. С августа 1957 года — начальник юго-западного направления в Штабе Объединённых Вооружённых Сил государств участников Варшавского Договора.  
С апреля 1959 года служил в штабе танковых войск Советской Армии: заместитель начальника штаба, с февраля 1961 — начальник организационно-планового управления — заместитель начальника танковых войск. Генерал-лейтенант танковых войск Н. П. Константинов уволен в запас в августе 1969 года. 
Жил в Москве. Будучи в запасе, много работал в ДОСААФ СССР и был членом Центрального комитета этого общества.
Умер 4 августа 1991 года. Похоронен на Троекуровском кладбище в Москве.

### Семья
- Жена — Екатерина Ивановна Константинова[4].

## Воинские звания
- лейтенант (24.01.1936)
- старший лейтенант (29.04.1938)
- капитан (29.11.1939)
- майор (29.09.1941)
- подполковник (16.01.1942)
- полковник (29.10.1942)
- генерал-майор танковых войск (31.05.1954)
- генерал-лейтенант танковых войск (27.04.1962)

## Награды и звания
- Медаль «Золотая Звезда» Героя Советского Союза (6 апреля 1945);
- два ордена Ленина (6.04.1945, ...);
- три ордена Красного Знамени (21.07.1942, 29.10.1945; ...)
- орден Суворова II степени (31.05.1945);
- два ордена Отечественной войны I степени (30.10.1943, 11.03.1985);
- орден Отечественной войны II степени (2.10.1943);
- орден Трудового Красного Знамени;
- орден Красной Звезды.
- Медали, в том числе:
  - медаль «За победу над Германией в Великой Отечественной войне 1941—1945 гг.»;
  - Медаль «За оборону Москвы»;
  - Медаль «За взятие Берлина»;
  - Медаль «За освобождение Варшавы».

## Память
- Почётный гражданин городов Руза (Московская область) и Лодзь (Польша).